# Бело Поле
Бело Поље (мкд. Бело Поле) је насеље у Северној Македонији, у средишњем делу државе. Бело Поље припада општини Дољнени.

## Географија
Насеље Бело Поље је смештено у средишњем делу Северне Македоније. Од најближег већег града, Прилепа, насеље је удаљено 18 km северозападно.
Рељеф: Бело Поље се налази у северном делу Пелагоније, највеће висоравни Северне Македоније. Насељски атар је махом равничарски, без већих водотока, док се даље ка истоку издиже планина Трескавац. Надморска висина насеља је приближно 610 метара.
Клима у насељу је континентална.

## Становништво
По попису становништва из 2002. године, Бело Поље је имало 197 становника.
Претежно становништво у етнички Македонци (100%).
Већинска вероисповест у насељу је православље.